# Долматов-Карпов, Фёдор Борисович
Фёдор Борисович Долматов-Карпов (?—1660) — воевода, окольничий и боярин во времена правления Михаила Фёдоровича и Алексея Михайловича.
Из дворянского рода Долматовы-Карповы, ветви Карповы, Рюриковичи. Единственный сын Бориса Ивановича.

## Биография
В 1635-1637 годах в чине стольника сопровождал в село Рубцово, Николо-Угрешский монастырь и был вторым в иных походах при царевиче, будущем царе Алексее Михайловиче. В октябре 1645 года, на третий день коронации нового царя Алексея Михайловича пожалован в окольничие и в этот же день обедал в Грановитой палате, в мае сопровождал Государя в Троице-Сергиев монастырь, где с ним обедал. В 1647 году имел оклад с придачей в 610 рублей. В ноябре 1648 года, на крестины царевича Дмитрия Алексеевича в Столовой палате у Государя за столом обедал. В марте 1649 года на Светлое Воскресение пожалован в бояре,  В сентябре 1654 года обедал у Государя и послан первым воеводою с пушками и шестью головами в Вязьму. В марте 1655 года первый воевода при пушках в походе против польского короля. В июле 1656 года в Смоленске обедал за столом с Государём, после чего ему было пожаловано шуба атласная золотая, серебряный кубок и придача к окладу в сто семьдесят рублей. В июне этого же года первый воевода у пушек с семью головами в походе из Смоленска против шведов.
Умер в 1660 году.